# Lalla Sitt al-Mulk
La princesse Lalla Sitt al-Mulk bint Ismail (en arabe : للاة ست الملك بنت إسماعيل), née avant 1679, est une princesse alaouite et la fille d'Ismaïl ben Chérif, sultan du Maroc.

## Biographie
Lalla Sitt al-Mulk est la fille du sultan Moulay Ismaïl. Sa mère est une femme originaire la Chaouia, région historique dans l'ouest du Maroc. Ses frères propres sont Moulay Idris et Moulay al-Mahdi.
Du Maroc, en l'an 1101 AH (1689/90), elle accomplit le pèlerinage du Hajj à La Mecque en compagnie du savant Al-Hasan al-Yusi.